# 太平乡 (夏邑县)
太平乡是中国河南省商丘市夏邑县下辖的一个乡。

## 行政区划
太平乡下辖：太平东村、李克彦村、张庙村、刘楼村、花庄村、南黄楼村、太平南村、瓦房庄村、张杨庄村、三姓庄村、孟李庄村、谭庙村、三包祠村、杨井村、张花园村、骆庙村、太平西村、刘花园村、聂陈楼村、高楼村、杨洼村、王庙村、于楼村、玉帝庙村、北黄楼村、卜庄村、太平庄村、牛楼村、双黄庄村、东赵庄村、卜楼村、陈庙口村、张庄村、西赵庄村、郝庄村。